# Estación de Glanzenberg
La estación de Glanzenberg es una estación ferroviaria de la comuna suiza de Dietikon, en el Cantón de Zúrich.

## Situación
La estación se encuentra ubicada en el norte del barrio de Glanzenberg, que se encuentra al sureste de Dietikon.
La estación de Glanzenberg cuenta con dos andenes, uno lateral y otro central, a los que acceden tres vías pasantes. Existe otra vía pasante más, lo que totaliza cuatro vías pasantes.
En términos ferroviarios, la estación se sitúa en la línea Zúrich - Basilea SBB, más conocida como la línea del Bözberg.  Sus dependencias ferroviarias colaterales son la estación de Dietikon hacia Baden y la estación de Schlieren en dirección Zúrich.

## Servicios ferroviarios
Los servicios ferroviarios de esta estación están prestados por SBB-CFF-FFS:

### S-Bahn Zúrich
La estación está integrada dentro de la red de trenes de cercanías S-Bahn Zúrich, y en la que efectúan parada los trenes de varias líneas pertenecientes a S-Bahn Zúrich:
- S 11 Aarau – Lenzburg – Dietikon – Zúrich HB – Stettbach – Winterthur – Seuzach/Sennhof-Kyburg (– Wila)
- S 12 Brugg – Altstetten – Zúrich HB – Stadelhofen – Winterthur – Schaffhausen/Wil
- S N1 Winterthur – Zúrich HB – Baden – Lenzburg – Aarau